# Florian Koch
Florian Michael Koch (* 26. März 1992 in Bonn) ist ein ehemaliger deutscher Basketballspieler. Koch spielte ab seiner Jugend für den Bonner Erstligisten Telekom Baskets. Mittels Doppellizenz kam Koch von 2011 bis 2013 hauptsächlich für die Dragons Rhöndorf in der dritthöchsten deutschen Spielklasse ProB zum Einsatz. Nach seiner Zeit in Bonn spielte er für weitere Bundesligisten, ehe er 2023 zurückkehrte. Mit der deutschen A2-Nationalmannschaft war Koch Teilnehmer der Sommer-Universiade 2013.

## Karriere

### Anfänge in der NBBL und ProB
Koch kam 2005 in die Nachwuchsmannschaften der Telekom Baskets Bonn, nachdem er zunächst in seiner Kindheit unter anderem als Fußballtorwart sportlich tätig gewesen war. Mit der Juniorenmannschaft der Spielgemeinschaft Bonn/Rhöndorf, die durch die Vereine des Erst- sowie des Zweitligisten gebildet wurde, spielte Koch ab 2008 in der Nachwuchs-Basketball-Bundesliga (NBBL). Nachdem die Mannschaft vor Kochs Zeit zweimal in der jungen Geschichte der NBBL das Halbfinale erreicht hatte, verpasste man in den folgenden drei Jahren die Qualifikation für das NBBL-Top-Four. In den Nachwuchs-Auswahlmannschaften des DBB stand Koch jeweils immer im erweiterten Kader, verpasste aber die Nominierung für ein Endrundenturnier bei internationalen Meisterschaften.
In der Saison 2011/12 kam Koch unter seinem nicht verwandten Namensvetter Trainer Michael Koch bei den Telekom Baskets Bonn zu seinen ersten vier Einsätzen in der höchsten deutschen Spielklasse, lief aber ansonsten mittels Doppellizenz hauptsächlich für das Bonner „Farmteam“ Dragons Rhöndorf auf. Die Rhöndorfer hatten sich zu dieser Saison aus der zweithöchsten Spielklasse ProA zurückgezogen und unterlagen am Saisonende in der ProB-Spielzeit 2011/12 in der ersten Play-off-Runde der Erstliga-Reservemannschaft SG Braunschweig. Koch selbst wurde im Februar 2012 als Youngster des Monats in der ProB ausgezeichnet und gewann diese Auszeichnung für den gleichen Monat des Folgejahres ein Jahr später erneut. In der ProB-Saison 2012/13 unterlagen die Rhöndorfer als Hauptrundenerster der Südgruppe überraschend den BSW Sixers erneut in der ersten Play-off-Runde. Im Sommer 2013 gehörte Koch, der im Januar 2013 eine Ausbildung zum Industriekaufmann abschloss, unter dem ehemaligen Rhöndorfer Vereinstrainer Olaf Stolz bei der Sommer-Universiade 2013 dem Endrundenkader der deutschen Auswahlmannschaft an. Die A2-Nationalmannschaft beendete das Turnier jedoch nur auf dem zwölften Platz.

### Bundesligaspieler bei den Telekom Baskets Bonn
Nach neun weiteren Erstliga-Einsätzen in der Saison 2012/13 bei den Bonnern, darunter zwei in der ebenfalls verlorenen ersten Play-off-Runde um die deutsche Meisterschaft, erhielt Koch in der Saison 2013/14 unter dem neuen Trainer Mathias Fischer verstärkt Einsatzzeit und wurde fast in jedem Erstligaspiel eingesetzt, wenngleich Koch nur auf eine durchschnittliche Einsatzzeit von knapp fünf Minuten pro Spiel kam. 
Auch in der folgenden Saison 2014/15 wurde Koch mit einer Ausnahme in jedem Liga- und Pokalspiel eingesetzt. In durchschnittlich knapp siebeneinhalb Minuten Spielzeit erzielte er 2,6 Punkte pro Spiel. Nach Ende der Saison verlängerte Koch seinen Vertrag mit den Bonnern um zwei weitere Jahre bis Sommer 2017.
In der Saison 2015/16 konnte Koch seine Einsatzzeit deutlich steigern und rückte erstmals in die Startaufstellung der Bonner auf. Insbesondere nach dem Trainerwechsel im Dezember 2015 zeigte sich Koch unter dem neuen Trainer Carsten Pohl, seinem ehemaligen Mentor und Individualtrainer, stark verbessert und konnte oft zweistellig punkten. Beim 109:96-Sieg gegen die Walter Tigers Tübingen war Koch mit 20 Punkten, acht Rebounds und vier Ballgewinnen bester Spieler der Begegnung. Am 17. Januar 2016 stellte Koch beim Heimspiel gegen Ratiopharm Ulm mit 22 Punkten einen neuen persönlichen Bestwert auf und war bester Korbschütze der Partie.
Zu Beginn der Saison 2016/17 konnte Koch zunächst nicht an die guten Leistungen der Vorsaison anknüpfen. Allerdings zeigte er am 15. November 2016 bei der 89:90-Niederlage gegen die Södertälje Kings mit 19 Punkten und vier Rebounds in knapp 31 Minuten eine neue Bestleistung auf europäischem Parkett.

### Nachfolgende Bundesliga-Zeit
Nach der Saison 2016/2017 gab Koch bekannt, seinen auslaufenden Vertrag in Bonn nicht mehr zu verlängern und sich einer neuen Herausforderung stellen zu wollen. Mitte Juni 2017 unterzeichnete er einen Vertrag bis 2018 bei den MHP Riesen Ludwigsburg. Während des Spieljahres 2017/18 wurde Koch in 30 Bundesliga-Spielen eingesetzt und kam bei einer mittleren Einsatzzeit von 6:40 Minuten je Begegnung auf durchschnittlich drei Punkte pro Partie.
Ende Mai 2018 nahm ihn ein anderer Bundesligist, S.Oliver Würzburg, unter Vertrag. Er verließ die Mannschaft 2021 in Richtung der Gießen 46ers, mit denen er in der Saison 2021/22 den Bundesliga-Abstieg hinnehmen musste. Im Juli 2022 ging er zu den Dragons Rhöndorf (2. Bundesliga ProB) zurück, um dort unter Trainer Julius Thomas zu spielen, mit dem er in den vorangegangenen Jahren in den Sommerpausen in Übungseinheiten zusammengearbeitet hatte. Koch erzielte für die Rhöndorfer in der Saison 2022/23 im Schnitt 18,1 Punkte je Begegnung.

### Rückkehr nach Bonn
Im Sommer 2023 kehrte Koch zu den Telekom Baskets Bonn und damit in die Bundesliga zurück. Im September 2024 gab Koch das Ende seiner Spielerlaufbahn bekannt. Für Bonn bestritt er wettbewerbsübergreifend insgesamt 214 Spiele und platzierte sich mit diesem Wert in der ewigen Bestenliste der Mannschaft auf dem fünften Rang.

## Statistiken
| Saison                              | Spiele | Minuten pro Spiel | Punkte pro Spiel | Rebounds pro Spiel | Assists pro Spiel |
| ----------------------------------- | ------ | ----------------- | ---------------- | ------------------ | ----------------- |
| Basketball-Bundesliga               |        |                   |                  |                    |                   |
| BBL 2011/12                         | 4      | 2:50              | 2.5              | 0.3                | 0.0               |
| BBL 2012/13                         | 9      | 2:51              | 0.9              | 0.7                | 0.2               |
| BBL 2013/14                         | 32     | 4:43              | 0.9              | 0.5                | 0.1               |
| BBL 2014/15                         | 38     | 7:21              | 2.6              | 0.7                | 0.4               |
| BBL 2015/16                         | 34     | 16:57             | 7.0              | 2.7                | 0.9               |
| BBL 2016/17                         | 35     | 11:02             | 3.3              | 1.2                | 0.7               |
| BBL 2017/18                         | 30     | 6:40              | 3.0              | 1.0                | 0.2               |
| BBL 2018/19                         | 34     | 16:50             | 6.0              | 2.5                | 0.7               |
| Europäische Wettbewerbe             |        |                   |                  |                    |                   |
| EuroChallenge 2012/13               | 3      | 10:00             | 3.7              | 3.0                | 0.3               |
| Eurocup 2013/14                     | 9      | 8:55              | 3.2              | 1.9                | 0.2               |
| Eurocup 2014/15                     | 10     | 8:00              | 1.9              | 0.9                | 0.2               |
| Eurocup 2015/16                     | 10     | 14:50             | 4.8              | 2.7                | 0.8               |
| FIBA Europe Cup 2016/17             | 15     | 14:52             | 5.0              | 2.8                | 0.5               |
| Basketball Champions League 2017/18 | 25     | 6:24              | 2.7              | 0.8                | 0.2               |
| FIBA Europe Cup 2018/19             | 19     | 17:48             | 7.5              | 2.3                | 1.2               |